# Ptolemeu Quennos
Ptolemeu Quennos (grec antic: Πτολεμαῖος Χέννος, 'guatla') fou un gramàtic grec d'Egipte de començament del segle ii.
Les seves obres foren περὶ παραδόξου ἱστορίας; un drama històric titulat Σφίγξ; un poema èpic en 24 rapsòdies titulat Άνθόμηρος i altres. El seu treball ha estat editat diverses vegades, la primera el 1675 a París per Schottus a l'obra Historiae Poeticae Scriptores, (pàgina 303 volum 8).